# Brandur Olsen
Brandur Olsen (Skálavík, 18 de diciembre de 1995) es un futbolista feroés que juega en la demarcación de centrocampista para el NSÍ Runavík de la Primera División de las Islas Feroe.

## Selección nacional
Debutó con la selección de fútbol de las Islas Feroe el 11 de octubre de 2014 en un partido de clasificación para la Eurocopa 2016 contra Irlanda del Norte que finalizó con derrota feroés por 2-0. El 13 de junio de 2015 marcó su primer gol con la selección.

### Goles internacionales
| # | Fecha                   | Estadio                                         | Oponente      | Gol | Resultado | Competición                         |
| - | ----------------------- | ----------------------------------------------- | ------------- | --- | --------- | ----------------------------------- |
| 1 | 13 de junio de 2015     | Tórsvøllur, Tórshavn, Islas Feroe               | Grecia        | 2-0 | 2-1       | Clasificación para la Eurocopa 2016 |
| 2 | 28 de marzo de 2016     | Estadio Municipal de Marbella, Marbella, España | Liechtenstein | 1-0 | 3-2       | Amistoso                            |
| 3 | 25 de marzo de 2018     | Estadio Municipal de Marbella, Marbella, España | Liechtenstein | 2-0 | 3-0       | Amistoso                            |
| 4 | 3 de septiembre de 2020 | Tórsvøllur, Tórshavn, Islas Feroe               | Malta         | 3-2 | 3-2       | Liga de Naciones de la UEFA 2020-21 |
| 5 | 7 de junio de 2021      | Tórsvøllur, Tórshavn, Islas Feroe               | Liechtenstein | 2-1 | 5-1       | Amistoso                            |
| 6 | 7 de junio de 2021      | Tórsvøllur, Tórshavn, Islas Feroe               | Liechtenstein | 3-1 | 5-1       | Amistoso                            |

## Clubes
| Club             | País        | Año       | Partidos | Goles |
| ---------------- | ----------- | --------- | -------- | ----- |
| F. C. Copenhague | Dinamarca   | 2014-2015 | 16       | 3     |
| Vendsyssel FF    | Dinamarca   | 2016      | 11       | 0     |
| Randers F. C.    | Dinamarca   | 2016-2018 | 9        | 1     |
| FH Hafnarfjörður | Islandia    | 2018-2019 | 56       | 18    |
| Helsingborgs IF  | Suecia      | 2020-2022 | 58       | 6     |
| Fredrikstad FK   | Noruega     | 2023-2024 | 48       | 8     |
| NSÍ Runavík      | Islas Feroe | 2025-     | 13       | 9     |

## Palmarés

### Campeonatos nacionales
| Título            | Club             | País      | Año  |
| ----------------- | ---------------- | --------- | ---- |
| Copa de Dinamarca | F. C. Copenhague | Dinamarca | 2015 |
| Copa de Noruega   | Fredrikstad FK   | Noruega   | 2024 |